# 藤井瑞希
藤井 瑞希（ふじい みずき、1988年8月5日 - ）は、熊本県葦北郡芦北町出身のバドミントン選手。身長160センチ。右利き。

## 人物
熊本県芦北町立湯浦小学校→熊本県芦北町立湯浦中学校を経て青森県の私立青森山田高等学校を卒業。
高等学校卒業後にルネサス セミコンダクタ九州・山口（ルネサスSKY）に入社、同社バドミントン部に所属する。趣味は買い物。好きな食べ物は焼肉、馬刺し。
歌手のfumikaと交流がある。
2022年9月22日、自身のTwitterや所属事務所を通して、特定疾患である再生不良性貧血と診断されたことを公表した。

## 競技歴
5歳の時にバドミントンを姉2人がやっていた影響で始めた。小・中学生時代から同じ九州地区の樽野恵と決勝を争う事が多く、全国大会の決勝でも2人が顔合わせをすることが多かった。主にシングルスとして活躍する。
高校はバドミントン強化のために青森山田高等学校へ「バドミントン留学」。高校からダブルスとしても活躍し、1年時には2学年先輩の今別府香里と組み、インターハイで3位。3年時には1学年後輩の垣岩令佳と「フジカキ」としてダブルスを組み、インターハイではシングルス・ダブルス・団体の全種目優勝。陣内貴美子以来25年ぶりの3冠を達成した。
高校卒業後はNECセミコンダクターズ九州・山口（後のルネサス セミコンダクタ マニュファクチュアリング）に入社。以後、国内外の大会で活躍した。
2012年、ロンドンオリンピックで垣岩と女子ダブルスで銀メダルを獲得。バドミントンがオリンピック正式種目に採用されて以降、日本人として初のメダル獲得であった。この年に、垣岩とのペアを解消し第一線から退くことを表明した。同ペアで臨んだ最後の全日本選手権女子ダブルス決勝では、高橋礼華・松友美佐紀ペアを相手に第1ゲームを取り、第2ゲームも11点を先取したが、試合中に右膝を故障したため途中棄権し、全日本選手権でのタイトル獲得はならなかった。
2014年5月、ドイツのブンデスリーガのルーディンハウゼンと契約。
2016年10月、イギリスリーグのブリストル・ジェッツと契約。
ブンデスリーガ・イギリスリーグ共に日本人としては初の参戦である。
2017年2月、垣岩とペアを再結成し、2020年東京オリンピックを目指すことが発表された。
2019年2月28日、引退。
現在の所属は、株式会社東京トリップ。

## 主なエピソード
- 高校二年生の時には代表で送辞を読み、自身の卒業式には答辞を読み上げた。卓球の福原愛と同級生で、クラスも一緒になり出席番号順も福原の次で仲良しだった。ロンドンオリンピックにおいては一緒にネイルアートを施したり、同じ髪型で試合に臨み、現在も親交は続いている。藤井が銀メダルを獲得した後、選手村で再会を果たすと泣きながら抱擁されたという。

## 主な戦歴

### 国内試合
- 2000年
  - 全国小学生大会 小学5年生以下シングルス2位
- 2001年
  - 全国小学生大会 小学6年生シングルス2位
- 2002年
  - 全国中学生大会 シングルス優勝
- 2004年
  - インターハイ ダブルス3位
- 2005年
  - 全国高校選抜大会 シングルス優勝
  - インターハイ シングルス優勝
  - 全日本ジュニア シングルス優勝
- 2006年
  - 全国高校選抜大会 ダブルス優勝
  - アジアジュニア ダブルス3位
  - インターハイ シングルスダブルスともに優勝（団体も優勝したため3冠達成）
- 2007年
  - 全日本総合選手権 ベスト8
- 2008年
  - ランキングサーキット シングルス優勝

### 国際試合
- 2006年
  - アジアジュニア ダブルス3位
- 2007年
  - ヨネックスオープンジャパン ダブルス
- 2008年
  - カナダ国際 ダブルス優勝
  - タイオープン シングルスダブルスともに1回戦敗退
- 2012年
  - 2012年ロンドンオリンピック ダブルス銀メダル